# Chris de Moor

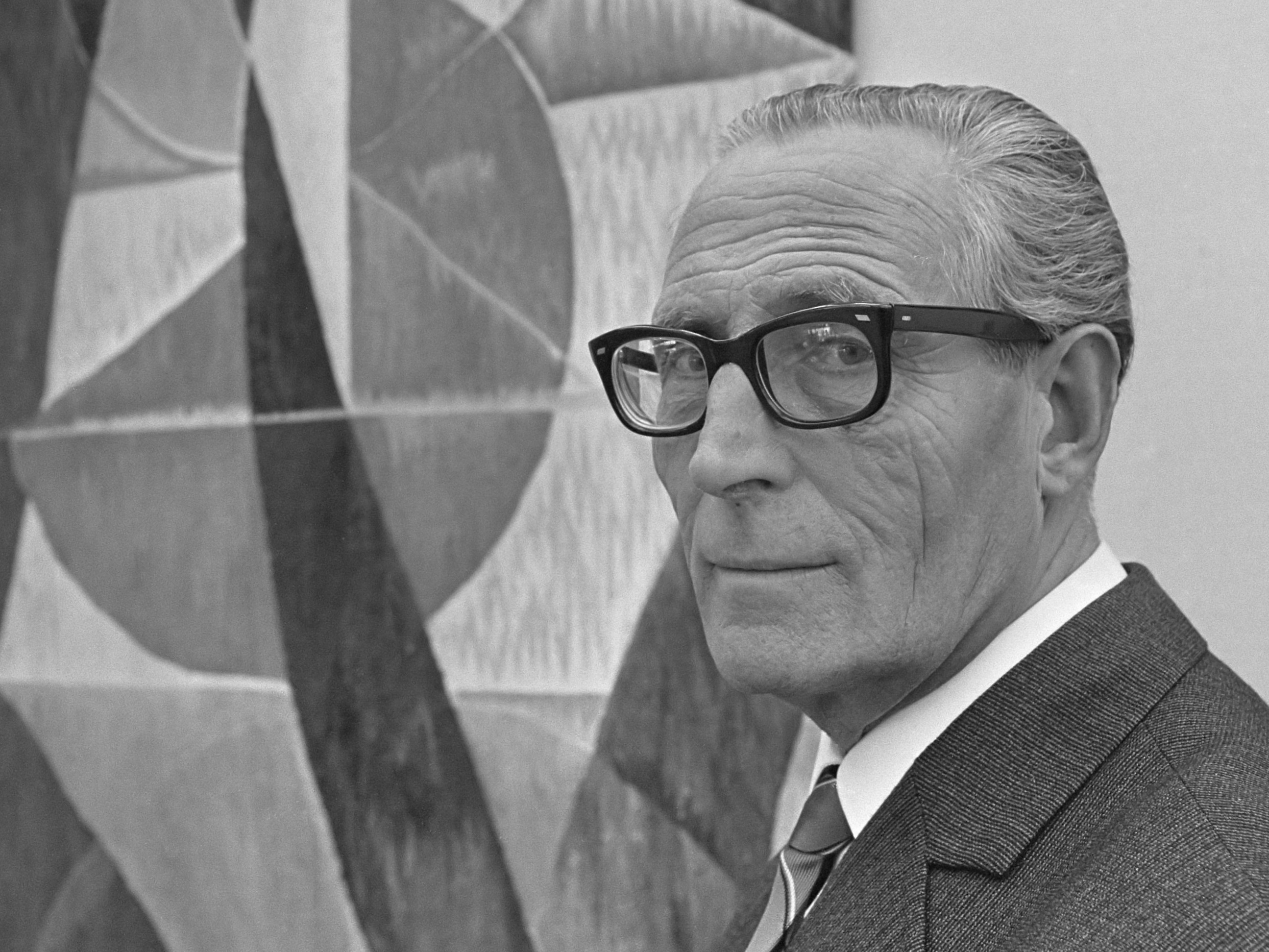
Chris de Moor (1967)

Christiaan Nicolaas Everhardus (Chris) de Moor (Rotterdam, 5 februari 1899 - Amsterdam, 27 september 1981) was een Nederlandse kunstenaar en postzegelontwerper.

## Biografie
Hij volgde eerst lessen bij de schilder August Willem van Voorden en zijn achterneef Pieter Cornelis de Moor, waarna hij ging studeren aan de Academie van Beeldende Kunsten en Technische Wetenschappen in Rotterdam bij Alexander van Maasdijk.
In 1933 was De Moor een van de oprichters van de Eerste Nederlandse Vrije Studio. Hij werd onderscheiden met het "Erediploma" voor geweven stoffen op de Wereldtentoonstelling van 1937 in Parijs. De Moor was verbonden aan de Vrije Academie te Den Haag als leraar figuurtekenen van 1946 tot en met 1951. Van 1951 tot 1964 was hij esthetisch adviseur bij de PTT. Hij formuleerde in 1960 de 'twaalf geboden voor de postzegelontwerper’. Hij nam deel aan diverse solo- en groepstentoonstellingen, o.m. in het Gemeentemuseum Den Haag (1967), Rotterdam Museum Boymans Van Beuningen en Amsterdam in het Stedelijk Museum (1962).
Hij was vanaf 1956 onder meer lid van de groep Verve, de Haagse Kunstkring en Pulchri Studio in Den Haag en sloot zich in 1965 aan bij de kunstenaarsgroep Fugare (65-67). De Moor werd in 1962 benoemd tot Officier in de Orde van Oranje Nassau. In 1963 was hij medeoprichter van de groep 10 gouachisten.
De Moor ging na 1966 in Italië wonen en werken, waar hij zeer geïnspireerd werd door het 16de-eeuwse beeldenpark van Bomarzo.

## Werk

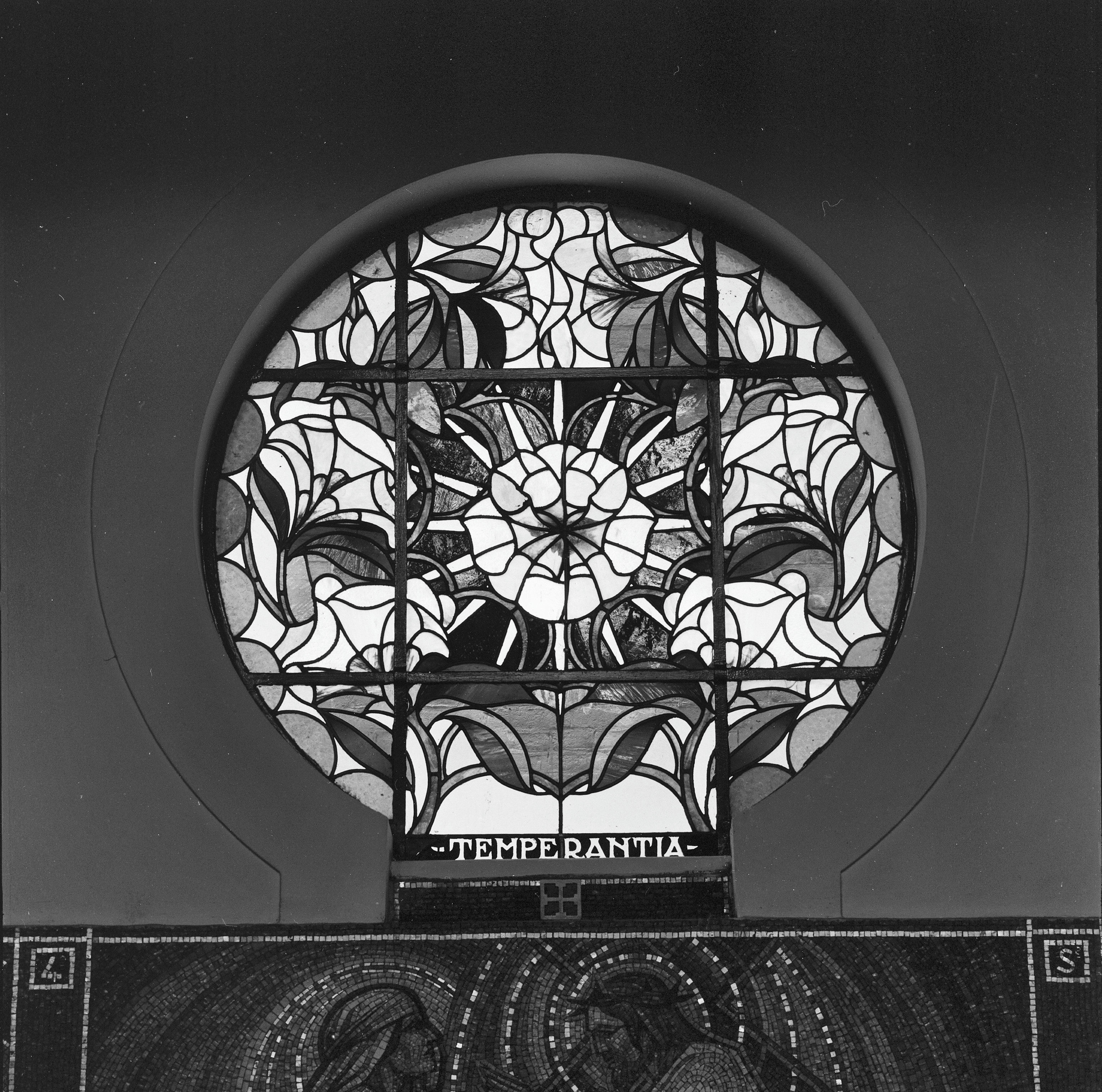
Raam in Antonius Abtkerk

Hij schilderde, tekende en aquarelleerde onder meer portretten, figuren, stillevens en landschappen. Aanvankelijk deed hij dit in de stijl van het zakelijke realisme, later (na 1945) meer in de stijl van het abstracte expressionisme. Hij wordt gerekend tot de Nieuwe Haagse School. De Moor was tevens ontwerper van wandtapijten, muurschilderingen en glas-in-loodramen.
Voor de Nieuw Amsterdam (1938) maakte hij een gobelin voor de eetzaal van de kajuitklasse.
Wandtapijten zijn onder meer te vinden in het stadhuis van Leiden (1939-1941), in de aula van de universiteit van Utrecht en in de zalen van het Provinciehuis Noord-Holland, Paviljoen Welgelegen. Een voorbeeld van een wandschildering van zijn hand is te vinden in het Haagse Gymnasium Haganum en in het vroegere gebouw op Het Plein van de Hoge Raad, dat werd afgebroken om plaats te maken voor de nieuwbouw van de Tweede Kamer. Glas in lood is te vinden in de Antonius Abtkerk te Scheveningen.
Hij ontwierp vanaf 1949 Rode Kruis-postzegels. In 1954 ontwierp hij de zomerzegel van Martinus Nijhoff, in 1960 de postzegels voor vluchtelingenhulp en in 1963 de zegel "naar een wereld vrij van honger". Chris de Moor wordt wel gezien als de man die het belangrijkste gezicht was achter de vormgeving van de PTT in de zestiger jaren.
Werk van Chris de Moor is opgenomen in diverse particuliere-, bedrijfs- en overheidscollecties, waaronder die van het Gemeentemuseum Den Haag, het Stedelijk Museum te Amsterdam, Museum Boijmans Van Beuningen te Rotterdam, het Letterkundig Museum, het Museum voor Communicatie in Den Haag alsmede in de Rijkscollectie.

## Familie
Hij was zoon van Eline Gijsbertha Charlotte Janssen en kaashandelaar Anthonij Johannes Christiaan de Moor. Hij was tussen 1921 en 1935 (echtscheiding) getrouwd met Hedwig de Roos. In 1936 hertrouwde hij met de Italiaanse zangeres Myriam Iswara Bozzelli. Dochter Annie Elize de Moor uit het eerste huwelijk was getrouwd met  hoogleraar Fred Melai. Zoon Guido de Moor uit het tweede huwelijk werd acteur. 
- Bibliothèque nationale de France: cb14623179f (data)
- Biografisch Portaal: 32181482
- Gemeinsame Normdatei: 119198169
- International Standard Name Identifier: 0000 0000 8187 3970
- Library of Congress Control Number: n96011581
- Nederlandse Thesaurus van Auteursnamen: 070431930
- RKD-Nederlands Instituut voor Kunstgeschiedenis: 57501
- Union List of Artist Names: 500199357
- Virtual International Authority File: 118323603
- WorldCat: E39PBJj4y3VPfTR6mTKTXvfKBP